# Apodanthaceae
Apodanthaceae ist eine Familie der Bedecktsamigen Pflanzen (Magnoliopsida). Es gibt zwei oder drei Gattungen mit etwa 10 Arten. Der Name einer vermuteten dritten Gattung ist illegitim (vgl. die Angaben im Index Nominum Genericorum). Die Arten sind in der Neotropis bis Kalifornien und Florida als nördlichste Verbreitung, in Iran, im südwestlichen Australien und im östlichen Afrika heimisch.

## Beschreibung
Die Arten der Familie sind chlorophylllose, holoparasitische, ausdauernde krautige Pflanzen. Es sind Stamm- und Wurzelparasiten. Pilostyles-Arten haben Fabaceae wie Dalea und Daviesia als Wirtspflanzen; die afrikanische Pilostyles-Art parasitiert nur auf Amherstieae-Arten innerhalb der Fabaceae und Mimosa als Wirtspflanzen; und Apodanthes-Arten kennt man an Wirtspflanzen wie Casearia-Arten (Salicaceae). Bei den Apodanthaceae sind keine Stomata vorhanden. Es findet auch kein sekundäres Dickenwachstum statt. Sie bilden keine Wurzeln.
Die Pflanzen sind einhäusig oder zweihäusig getrenntgeschlechtig (monözisch, diözisch). Der einzige sichtbare Teil der Pflanze sind die Blüten, die direkt aus der Borke des Wirtsbaumes herauswachsen. Die Wirtspflanze bildet eine Cupula-ähnliche Struktur, darüber stehen mehrere Serien von gelben bis orangen, schuppenartigen Hochblättern, über denen die Blüte steht. Die Hochblätter sind die einzigen Blätter dieser Pflanzen. 
Die einzeln stehenden, eingeschlechtigen Blüten sind radiärsymmetrisch und klein bis winzig. Die Blütenhülle besteht nur aus vier bis fünf Kelchblättern, die fleischig sein können und weiß bis cremefarben oder rot sind; Kronblätter fehlen. Bei den männlichen Blüten sind die 20 bis 100 Staubblätter zu einer zentralen Säule verwachsen. Die Bestäubung erfolgt durch Insekten (Entomophilie). 
Die fleischigen Beeren enthalten viele, kleine Samen (0,29 bis 0,56 mm lang). Die Samen werden durch Tiere verbreitet.

## Systematik
Die Eingliederung dieser Familie in die Cucurbitales erfolgte 2010 mit Hilfe von mitochondrialen und nuklearen DNA-Sequenzen. Dort passt sie auch morphologisch ihrem Blütenbau nach gut hin. 
Zur Familie gehören zwei oder drei Gattungen mit etwa 10 Arten: 

### Gattungen und Arten
- Apodanthes Poit.: Beheimatet in der Neotropis. Mit einer Art:
  - Apodanthes caseariae Poit.: Verbreitet von San Isidro in Costa Rica bis nach Brasilien. Diese Art parasitiert an Casearia-Arten.
- Berlinianche (Harms) Vattimo-Gil, nom. inval.: Beheimatet im östlichen Afrika. Mit  ein oder zwei Arten:
  - Berlinianche aethiopica (Welw.) Vattimo-Gil, nom. inval., der korrekte Name ist Pilostyles aethiopica Welw.
  - Berlinianche holtzii (Engl.) Vattimo-Gil, nom. inval., der korrekte Name ist Pilostyles holtzii Engl.
- Pilostyles Guill.: Mit Arealen in den USA, in Mexiko, in Zentral- und Südamerika, im südwestlichen Australien und im östlichen Afrika. Mit etwa 8 Arten, darunter:
  - Pilostyles thurberi A. Gray: Sie kommt in Kalifornien, Arizona, Nevada, New Mexico, Texas und Mexiko vor.[1]